# Lars Sparre (1864–1947)

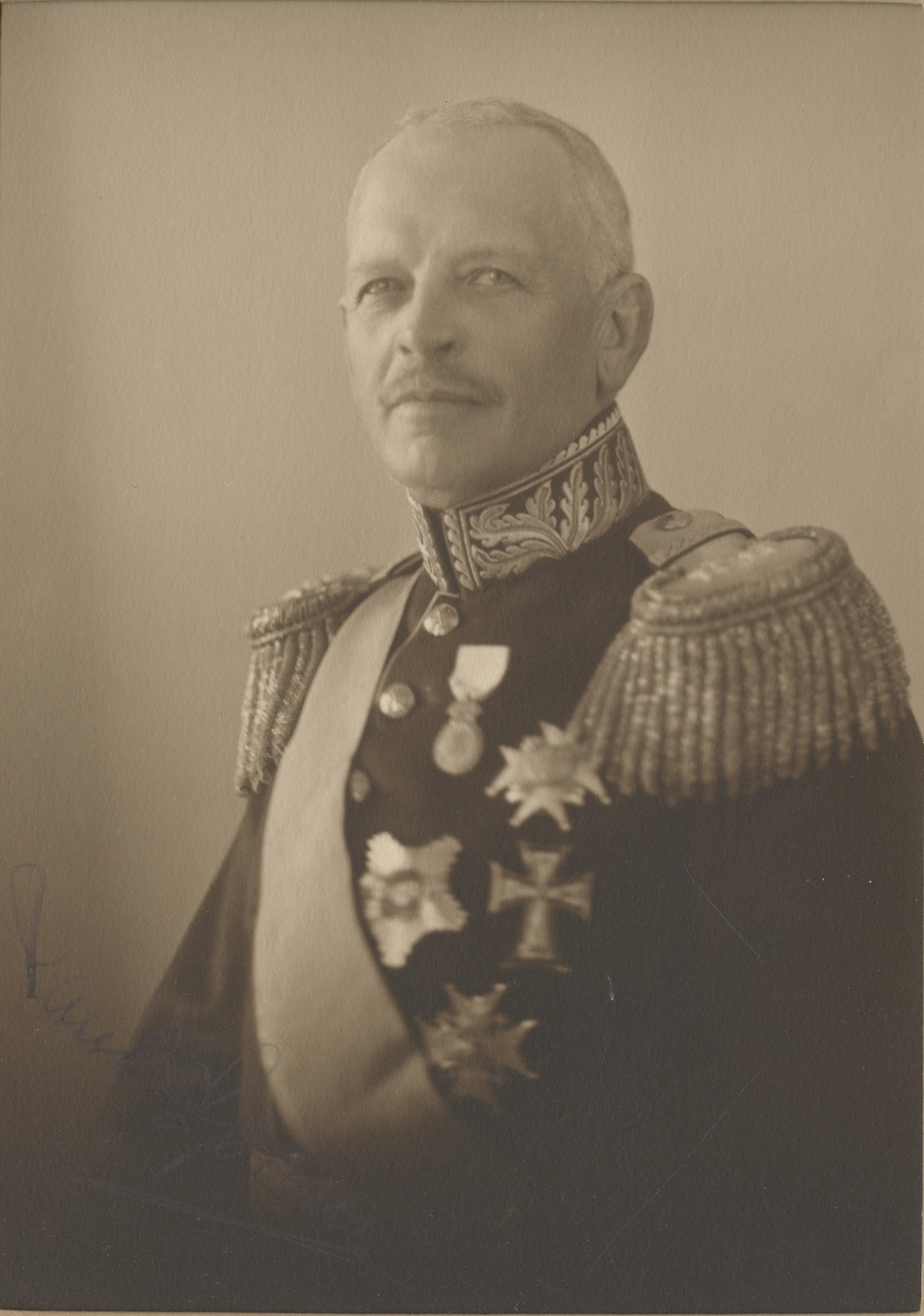
Lars Sparre.

Ulf Lars Carlsson Sparre, född 10 februari 1864 i Göteborg, död 7 juli 1947, var en svensk friherre och generallöjtnant. Han var son till överdirektören Carl Henrik Ulfsson Sparre (1832-1873) och Emilie Henrietta Antoinetta Rudolfina Cederström (1832-1926), brorson till landshövdingen Knut Sparre och kusin till generallöjtnanten Carl Sparre. Han var från 1890 gift med Dagmar Sandströmer.
Han blev underlöjtnant vid Svea artilleriregemente 1882, var lärare vid krigshögskolan 1900 och 1902-1906, artilleribefälhavare i Boden 1907-1910 samt överste och chef för Upplands artilleriregemente från 1913. Han var från 1919 generalmajor, generalfälttygmästare och inspektör för artilleriet. Sparre blev generallöjtnant 1926 och fick avsked från armén 1929. Han gjorde betydande insatser för höjandet av skjutskickligheten inom artilleriet.